# 生きる (2007年のテレビドラマ)
黒澤明ドラマスペシャル・第二夜「生きる」は、2007年9月9日の21:00～23:09（JST）に、テレビ朝日系列で放送されたテレビドラマのスペシャル。視聴率11.7%。

## 概要
- 1952年に公開された映画『生きる』を現代に置き換えたリメイク版である。

## 映画との相違点
映画を基に忠実に制作されているが、平成の時代設定にあうように脚色されている。
- 映画では渡邉は胃癌であったが、本作では末期の膵臓ガンへと変更されている。
- 渡邉の息子、光男との回想シーンでは、映画が出征、盲腸の手術など、当時の時代背景を反映しているのに対し、本作ではいじめ問題など現代の社会問題が盛り込まれている。
- 本作では勘治の兄である渡邊喜一と嫁のたつは登場しない。
- 小田切サチ（映画では小田切とよ）は、映画では最後には登場しないが、本作では登場する。
- 斉藤由貴の「夢の中へ」が挿入歌として使用されている。
- 物語のラストで「ゴンドラの唄」が琉球調に編曲され歌われている。

## 出演者
- 渡辺勘治：松本幸四郎
- 小田切サチ：深田恭子
- 優樹：北村一輝
- 木村：ユースケ・サンタマリア
- 坂井：西村雅彦
- 小原：渡辺いっけい
- 斉藤：山田明郷
- 大野係長：小野武彦
- 野口：佐藤二朗
- 渡辺光男：東根作寿英
- 巡査：ラサール石井
- 渡辺一枝：畑野ひろ子
- 医師：沢村一樹
- ヤクザ親分：大杉漣
- 木村祐一
- 土木課代表：平賀雅臣
- 公園課代表：近江谷太朗
- 下水課代表：おかやまはじめ
- 土木課課長：小倉一郎
- 公園課課長：河西健司
- 土木課部長：卜字たかお
- 総務課長：森喜行
- 市民たち：久保晶、宮田早苗、青木和代、伴美奈子
- 山崎樹範
- 佐渡稔
- 助役：岸部一徳　など
- ピアノ演奏：佐山雅弘
- ナレーション：柳家花緑

## スタッフ
- 製作著作：テレビ朝日
- 製作協力：トータルメディアコミュニケーション
- 演出：藤田明二
- 脚色：市川森一
- 脚本：黒澤明・橋本忍・小国英雄（※オリジナル脚本）
- チーフプロデューサー：五十嵐文郎
- プロデュース：内山聖子・東海林秀文
- 協力プロデューサー：松井洋子
- 企画協力：黒澤プロダクション
- 音楽：渡辺雄一
- 技術協力：バスク
- 美術協力：テレビ朝日クリエイト
- スタジオ：東映東京撮影所
- ロケ協力：秦野市、秦野フィルムコミッション、フィルムコミッションあしがら、横浜フィルムコミッション、秦野赤十字病院ほか

## 遅れネット局
- 北日本放送（日本テレビ系列） - 2010年1月5日火曜日11:55～14:05
- 福井放送（日本テレビ・テレビ朝日系列とのクロスネット局） - 2008年2月16日土曜日13:30～15:35
- 高知放送（日本テレビ系列） - 2008年2月23日土曜日13:30～15:35
- テレビ宮崎（日本テレビ・フジテレビ系列とのクロスネット局） - 2007年10月21日日曜日15:00～17:05